# Teodoros Kacanevas
Teodoros Kacanevas (grč. Θεόδωρος Κατσανέβας, rođen 1947.) grčki je akademičar i osnivač političke stranke Drahme, demokratskog pokreta Pet zvijezda, koju je u svibnju 2013. godine pokrenuo s ciljem da Grčka napusti euro i vrati se drahmi. Bio je zastupnik Panhelenskog socijalističkog pokreta (PA.SO.K) u grčkom parlamentu od 1989. do 2004. godine.

## Biografija
Kacanevas je stekao svoj akademski naziv na Sveučilištu u Pireju. Magistarski stupanj stekao je na Sveučilištu u Warwicku a stupanj doktora znanosti na London School of Economics. Profesor je ekonomije rada na Sveučilištu u Pireju.
Godine 1981. bio je jedan od autora programa prvog kabineta Andreasa Papandreua i isprva je postavljen u Organizaciju za zapošljavanje radne snage (OAED, grč. Οργανισμός Απασχόλησης Εργατικού Δυναμικού; Ο.Α.Ε.Δ.), a 1985. u agenciju za državu blagostanja. Od 1989. do 2004. bio je biran za zamjenika u atenskoj drugoj izbornoj jedinici na listi PASOK-a, a poslije mu je sama stranka službeno zabranila isticanje kandidature.

## Papandreuovo naslijeđe
Do njihova razvoda 2000. godine bio je oženjen za Sofiju, kćer Andreasa Papandreua, bivšeg grčkog premijera. U svojoj poruci, koja je javnosti predočena 13. rujna 1996., Papandreu je opisao Kacanevasa kao "nedaću za obitelj" (grč. όνειδος της οικογένειας) i kazao da je "njegov cilj bio politički naslijediti povijest sukoba Georgiosa Papandreua i Andreasa Papandreua" (Georgios Papandreu bio je Andreasov otac i grčki premijer također).
Teodoros Kacanevas osporava autentičnost ove oporuke i dobio je 2003. godine spor za klevetu koji je pokrenuo protiv Spirosa Karacaferisa, izdavača novina koje su tijekom određena razdoblja 1998. godine svaki dan na naslovnici objavljivale fotografiju Kacanevasa s podnaslovom "nevolja". Presuda u ovom slučaju ipak se ne bavi autentičnošću oporuke.
Budući da se o tome pisalo u Kacanevasovoj biografiji na grčkoj Wikipediji, Kacanevas je pokrenuo proces protiv suradnika i administratora grčke wikipedije pod suradničkim imenom "Diu" i grčkog društva za slobodni softver / softver otvorenog koda (akr. "EELLAK") premda ni jedan nema nadzor nad Wikipedijom. Sudac je naredio administratoru da ukloni spornu informaciju, koju je potom nadomjestio drugi urednik. Administrator je primijetio da su proces i publicitet proizveli Streisandin efekt i da se izvorni grčki članak sad nalazi preveden na mnogim wikipedijama na engleskom, katalonskom, poljskom, jakutskom, francuskom, njemačkom, nizozemskom, španjolskom i talijanskom jeziku.

## Vanjske poveznice
- mrežno mjesto (stranice na engleskom)  Arhivirana inačica izvorne stranice od 15. lipnja 2010. (Wayback Machine)
- Blog